# Kawasaki Ki-10
Kawasaki Ki-10 var ett japanskt jaktflygplan (biplan) från 1930-talet.
Designen av planet påbörjades 1934 för att uppfylla en specifikation från japanska armen på ett högpresterande dubbelvingat jaktflygplan. Designen är ren och konventionell med fasta landningshjul och öppen cockpit. Man gjorde sitt yttersta för att ta fram ett högpresterande flygplan eftersom man i detta fall tävlade med Mitsubishi och Nakajima om kontraktet (Nakajima designade ett monoplan med beteckningen Nakajima Ki-27). Japanska armen imponerades av planet och beordrade att massproduktion skulle startas. Ki-10 är att betrakta som höjdpunkten på biplansutvecklingen i Japan och fram till december 1938 då produktionen lades ner hade 588 exemplar tillverkats.
Planet användes flitigt mot kineserna i Kina och Manchuriet, men när Japan förklarade krig mot USA hade de flesta plan dragits tillbaka från fronttjänstgöring, dock hände det i början av kriget att även USA stötte på K1-10:an och de gav den kodnamnet Perry.

## Varianter
- Ki-10-I, den ursprungliga produktionsvarianten. 300 exemplar byggdes.
- Ki-10-II, variant med större vingbredd och längre flygkropp. Produktionen startade i mitten av 1937 och 280 plan färdigställdes.
- Ki-10-I KAI, variant med omdesignade landningshjul och aerodynamiskt förbättrad motorhuv.
- Ki-10-II KAI, eftersom man erhöll en kännbar prestanda förbättring med Ki-10-I KAI fortsatte man utvecklingen med att kombinera Ki-10-I KAI med Ki-10-II. Varianten var utrustad med en Kawasaki Ha-9-IIb-motor på 634 kW (850 hk) vilket gav planet en hastighet på 445 km/h. Trots prestandaförbättringen insåg man att biplanet hade spelat ut sin roll som krigsvapen och ingen produktion av denna variant genomfördes.